# Riccardo Copelli
Riccardo Copelli (Casalmaggiore, 16 marzo 1996) è un pallavolista italiano, centrale del Cuneo.

## Carriera

### Club
Cresciuto nelle giovanili del Modena, nella stagione 2015-16 disputa il campionato di Serie B2 con la maglia del Milano, ottenendo anche alcune convocazioni in prima squadra, in Superlega. 
Nella stagione 2016-17 si trasferisce all'Audax Parma in Serie B, mentre l'annata successiva è di scena con la Rinascita Lagonegro in serie A2: categoria dove milita anche nel campionato 2018-19 difendendo i colori della You Energy con la quale conquista la Coppa Italia di categoria ed ottiene la promozione in Superlega che disputa con lo stesso club nella stagione successiva.
La carriera di Riccardo Copelli prosegue in Serie A2, ingaggiato per il campionato 2020-21 dalla Lupi Santa Croce, per il successivo dalla Libertas Brianza e nella stagione 2022-23 dall'Olimpia Bergamo.
Per la stagione 2023-24 si trasferisce all'Emma Villas di Siena e in quella successiva alla Porto Robur Costa di Ravenna, sempre in serie cadetta.
Nella stagione 2025-26 ritorna in Superlega firmando con il neopromosso Cuneo.

## Palmarès

### Club
- Coppa Italia di Serie A2: 1

2018-19